# Wietzen
Wietzen là một đô thị ở huyện huyện Nienburg, trong bang Niedersachsen, nước Đức. Đô thị Wietzen có diện tích 40,41 km².